# Estadio Olímpico Pascual Guerrero
Estadio Olímpico Pascual Guerrero – wielofunkcyjny stadion znajdujący się w mieście Cali w Kolumbii (Ameryka Południowa). Nazwany imieniem znanego poety Pascual Guerrero. Na tym stadionie swoje mecze rozgrywają drużyny piłkarskie América Cali i Depor Cali. Stadion może pomieścić 35 694 widzów.
Na początku sierpnia 2013 roku odbył się na nim turniej rugby 7 na World Games 2013.